# Карташёв, Николай Тимофеевич
Николай Тимофеевич Карташёв (1878, село Николаевское, Медвеженский уезд, Ставропольская губерния — не ранее 1931) — протоиерей Православной Российской Церкви, настоятель храмов на Ставрополье и Кубани, Спасо-Преображенского собора в городе Сормово.

## Биография
Родился в крестьянской семье. Окончил Ставропольскую духовную семинарию (1897).
Диакон в Казанском храме села Привольное (1897), иерей в Свято-Троицком храме села Николаевское 12-го благочиннического округа Кубанской обл. (1899).
Настоятель Преображенского храма и заведующий женской церковно-приходской школой в станице Брюховецкая (1906), председатель попечительства брюховецких начальных училищ (1907), член Ейского отделения Ставропольского епархиального училищного совета (1909), законоучитель в брюховецких двухклассной и низшей ремесленной школах (1910), одноклассном женском (1912) и высшем начальном училищах (1913).
Благочинный 22-го округа Кубанской области (1916), председатель управления чрезвычайного съезда духовенства области и епархиального съезда духовенства и мирян, делегат Всероссийского съезда духовенства и мирян, протоиерей (1917).
В 1917 году член Поместного собора Православной российской церкви по избранию как клирик от Ставропольской епархии, участвовал в 1-й сессии, член V, VII, XVII Отделов.
В 1919 году товарищ председателя II отдела Юго-Восточного Русского Церковного Собора, член Комиссии по организации самостоятельной Кубанской епархии при Ведомстве внутренних дел Кубанского краевого правительства. Товарищ председателя Епархиального собрания духовенства и мирян Кубанской епархии (27-31 августа 1919 г.).
С сентября 1919 г. клирик Екатерининского собора г. Екатеринодара, с ноября - настоятель собора. С февраля 1920 г. председатель Кубанского епархиального совета.
23 декабря 1920 г. арестован вместе с епископом Ейским Филиппом (Гумилевским), членами епархиального совета и группой духовенства по обвинению в сочувствии Добровольческой армии и выслан в Нижний Новгород. Отбывал наказание в Нижегородском лагере принудительных работ, досрочно освобожден в мае 1922 г.
С 1922 года настоятель Спасо-Преображенского собора в городе Сормово Нижегородской губернии.
В 1927 году за «активную борьбу против решений рабочих на занятие собора под клуб» выслан на 3 года в Тулунский округ Иркутской губернии. В 1931 году по отбытии срока наказания лишен права проживания в 12 крупных городах.
Женат, двое детей.

## Сочинения
- Выпуск XXXVII курса воспитанников Ставропольской духовной семинарии // Ставропольские епархиальные ведомости. 1897. С. 764–774.
- Напутственная речь члену Государственной думы от Кубанской обл. К. Л. Бардижу // Ставропольские епархиальные ведомости. 1907. № 5.
- Голос приходского священника // Ставропольские епархиальные ведомости. 1917. № 13/14.
- Заметки по приходскому вопросу // Кубанский церковный вестник. 1919. № 12. С. 177–182.